# Martin Kolmar
Martin Kolmar (* 3. Mai 1967 in Arnsberg, Nordrhein-Westfalen) ist ein deutsch-schweizerischer Ökonom und Wirtschaftsethiker. Er ist Professor für Volkswirtschaftslehre mit Schwerpunkt der angewandten Mikroökonomik an der Universität St. Gallen und Direktor des Instituts für Wirtschaftsethik. Außerdem schreibt Kolmar regelmäßig Gastbeiträge in der deutschen Wochenzeitung Die Zeit.

## Leben

### Ausbildung
Martin Kolmar wuchs in Arnsberg im Sauerland im Bundesland Nordrhein-Westfalen auf. Er studierte Volkswirtschaftslehre an der Universität Bonn und schloss 1993 mit Diplom ab. Zuvor war er als Austauschstudent ein Jahr an der University of Berkeley in Kalifornien.
Im Jahr 1997 doktorierte Kolmar an der Universität Konstanz mit einer Dissertation zum Thema Social Policy in the European Union (deutsch: „Sozialpolitik in der Europäischen Union“). Im Jahr 2002 machte Kolmar ein Sabbatical an der Brown University, einer der ältesten und renommiertesten Universitäten der Vereinigten Staaten. Im Jahr 2002 habilitierte er sich an der Universität Konstanz mit einer Habilitationsschrift mit dem Titel Essays on the Economics of Conflict (deutsch: „Aufsätze zur Ökonomie von Konflikten“).

### Berufliche Laufbahn
Von 1998 bis 2000 war Kolmar Assistenzprofessor an der Universität Bonn. Von 2000 bis 2002 war er Assistenzprofessor an der Universität Konstanz. Später war Kolmar Professor an Universitäten in Göttingen und in Mainz. Von 2002 bis 2003 war er Professor am Lehrstuhl für Sozialpolitik an der Universität Göttingen. Von 2003 bis 2006 war er Professor am Lehrstuhl für Wirtschaftstheorie an der Universität Mainz.
Seit 2006 ist Kolmar ordentlicher Professor für Volkswirtschaftslehre am Lehrstuhl für angewandte Mikroökonomie an der Universität St. Gallen. Von 2011 bis 2017 leitete er als Direktor die Forschungsgemeinschaft für Nationalökonomie. Im Jahr 2011 machte Kolmar ein Sabbatical an der San Francisco State University und an der University of California, Berkeley. Seit 2017 ist Martin Kolmar Direktor am Institut für Wirtschaftsethik und forscht an der Schnittstelle zwischen normativer Ökonomik, ökonomischer Verhaltenstheorie, Psychologie, Neurowissenschaft, Ethik und Wissenschaftstheorie.
Seit 2015 schreibt Kolmar regelmäßig Gastbeiträge in diversen Zeitungen, neben der Wochenzeitung Die Zeit auch in der Neuen Zürcher Zeitung, der Frankfurter Allgemeinen Zeitung, der Spiegel oder Wirtschaftswoche. Seine Artikel behandeln Themen wie die Corona-Pandemie, Digitalisierung oder Klimapolitik.

## Positionen

### Corona-Pandemie
Während der Corona-Pandemie veröffentlichte Kolmar, oftmals gemeinsam mit dem Wirtschaftsethiker Thomas Beschorner, eine Reihe von Zeitungsartikeln zum Umgang mit der Pandemie. Darin gibt er einen Überblick über die ethische Debatte zur Impfpflicht und zur Frage, ob eine unterschiedliche Behandlung von geimpften und ungeimpften Menschen gerechtfertigt ist. Für diese Artikelserie wurden er und Thomas Beschorner von der Universität St. Gallen mit dem HSG Impact Award ausgezeichnet, welcher HSG Forschende prämiert, die „einen besonders wertvollen Beitrag für die Gesellschaft leisten“.

## Privatleben
Kolmar ist verheiratet mit Claudia Fichtner, einer Unternehmensberaterin, und hat ein Kind. Er lebt in Trogen AR in der Schweiz.